# Adelaide di Borgogna
Adelaide di Borgogna. o sia, Ottone re d'Italia és una òpera en dos actes composta per Gioachino Rossini (amb contribucions de Michele Carafa) sobre un llibret italià de Giovanni Schmidt. S'estrenà al Teatro Argentina de Roma el 27 de desembre de 1817.
Adelaide di Borgogna és un dels títols més infreqüents en la producció operística de Rossini. Es tracta d'una composició d'escriptura musical no gaire habitual en Rossini, resultant bastant sòbria i austera pel que fa als cantants, fent prevaler un equilibri vocal, sobretot pel que fa als rols d'Adelaide i Ottone.

## Representacions

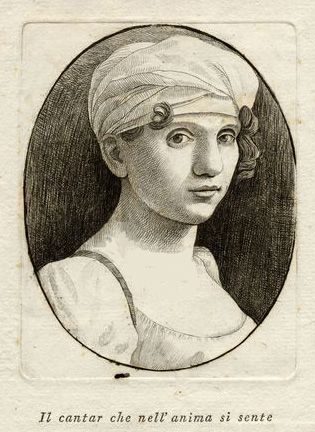
Elisabetta Manfredini, sembla que l'única cantant de nivell de l'estrena

Adelaide di Borgogna es va estrenar el 27 de desembre de 1817 al Teatro Argentina de Roma. L'estrena no va funcionar, i la companyia sembla que va ser molt mediocre, si exceptuem Elisabetta Manfredini. I és que aquell any Rossini havia sobrevalorat les seves forces i estava exhaust. Va haver d'abandonar el recitatiu acompanyat per tota l'orquestra, per una altra vegada el sec, acompanyat pel clavicèmbal, més avorrit, sobretot si no el componia ell.
A la premsa de l'època hi ha poques ressenyes i poc favorables al nou treball de Rossini. Va tenir una carrera curta: en els vuit anys successius es va escoltar a Venècia, Pàdua, Lugo, Liorna, amb una sortida internacional a Lisboa. Després, l'oblit fulminant. Els seus precipitats orígens foren potser en part responsables d'aquest oblit. L'any 1823, Stendhal deia a la seva biografia de Rossini que d'Adelaide només era coneguda la seva ària O crude stelle!, que sovint era cantada amb delit.
Segle XX i més enllà
Les actuacions han inclòs versions de concert amb Della Jones com Ottone i Eiddwen Harrhy com a Adelaide fetes al Queen Elizabeth Hall de Londres el novembre de 1978, i una altra a l'Usher Hall d'Edimburg el 19 d'agost de 2005 amb l'⁣Orquestra de Cambra Escocesa i Cor amb Jennifer Larmore com a Ottone i Majella Cullagh com Adelaide.
El Festival della Valle d'Itria a Martina Franca a Itàlia va presentar representacions escèniques l'agost de 1984, amb Ottone cantada per Martine Dupuy i Adelaide per Mariella Devia. A més, el Festival d'Òpera Rossini el va presentar a Pesaro l'agost de 2006, amb Daniela Barcellona i Patrizia Ciofi cantant els papers d'Ottone i Adelaide respectivament i es va presentar de nou en una nova producció l'any 2011, també amb Barcelona i també amb Jessica Pratt en el paper principal.

## Origen i context
Adelaide di Borgogna, és la vint-i-tresena òpera de Rossini, i tenint en compte que es va donar a conèixer a Roma el 27 de desembre de 1817, mes i mig després d'Armida i dos mesos abans de Mosè in Egitto, ambdues destinades al Teatro San Carlo de Nàpols, va ser escrita a contra-rellotge. De nou el seu fidel amic Michele Carafa (exoficial de Napoleó, ajudant de Murat i reciclat finalment en músic) el va ajudar en el projecte que, com era habitual en Rossini, es va beneficiar de treballs anteriors, en particular l'obertura que comparteix, en un exemple increïble d'adaptabilitat dramàtica, amb La cambiale di matrimonio. Per aquest treball, Rossini va cobrar 300 escuts romans.

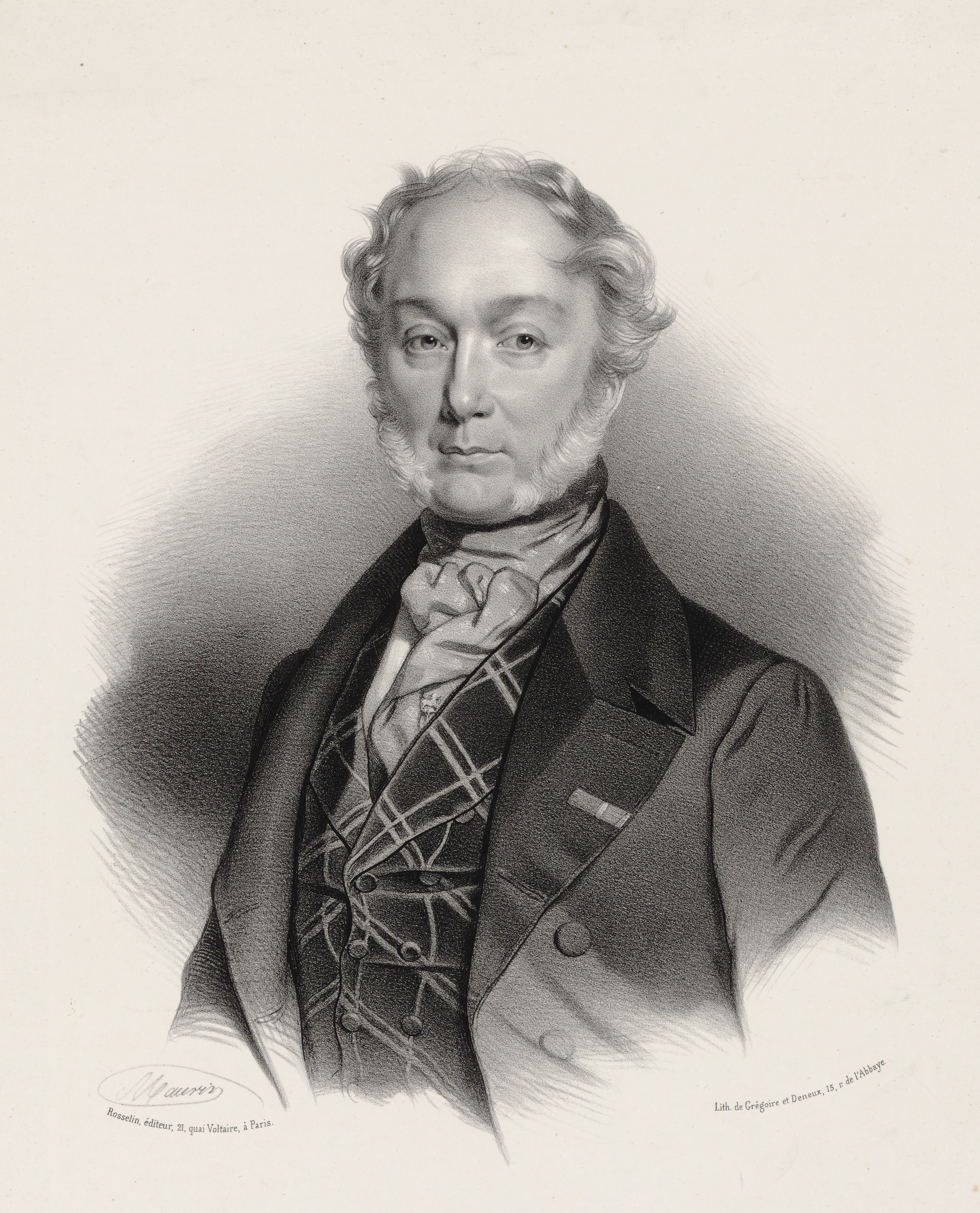
Michele Carafa, compositor i amic de Rossini, que va ajudar en els recitatius i potser en algun altre fragment

La història de l'òpera es va prendre d'un esdeveniment històric que va tenir lloc en l'època medieval, que marca el final d'un regne italià independent i que condueix al naixement del Sacre Imperi Romanogermànic alemany gràcies als esforços d'Otó. A l'òpera, Adelaide s'esforça per lluitar pel seu poble, atrapada entre la rivalitat política i l'amor de dos homes. Finalment tria Ottone, el millor governant, per a ella i el seu regnat.
El llibretista, Giovanni Federico Schmidt, ja havia escrit per a Rossini el llibret d'Armida a principis del mateix any 1817. Adelaida de Borgonya era l'esposa de Lotari, l'últim rei carolingi de la major part de tot el món en aquells dies. L'extens llibret va ser criticat en el seu temps per ser dramàticament difús, i sembla que Schmidt va cometre alguna inexactitud en les dates i els esdeveniments. Sense més importància per l'argument i a tall d'exemple, en el llibret de Schmidt l'acció transcorre l'any 947, quan en realitat Lotario va morir el 950; també col·loca la fortalesa de Canosso a prop del llac de Garda, però en realitat és en els Apenins.
La part de soprano d'aquesta òpera Rossini la va escriure expressament per a la cantant Elisabetta Manfredini.
Existeix una altra òpera amb el mateix nom, Adelaide di Borgogna al castello di Canossa, amb text de Cesare Malmusi i música d'Alessandro Gandini, amb la qual s'inaugurà el 1841 el nou teatre de la ciutat de Mòdena.

## Argument

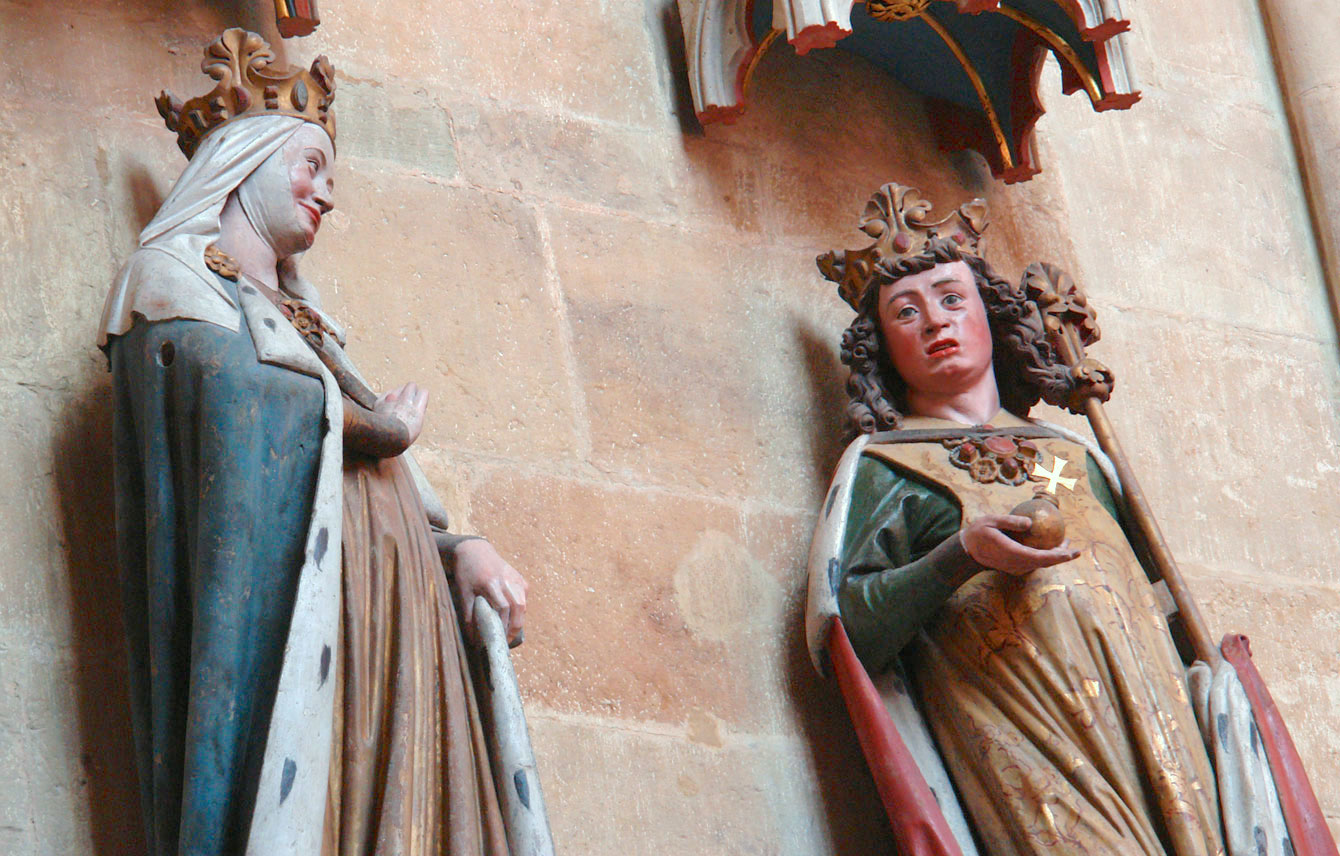
Estàtues d'Otó i Adelaida a la catedral de Meissen

Any 947, a la vora del llac de Garda, l'aventurer Berengario i el seu fill Aldebert, s'apoderen de la fortalesa de Canossa. L'emperador d'Alemanya, Ottone, ve a socórrer a Adelaide que estima a Aldebert. Els dos homes se la disputen. Ottone li ofereix l'amor i el tron, amb el que Adelaide acaba convertint-se en presonera, en ostatge i en penyora alternativament.

## Estructura
- Simfonia

Acte I
- 1 Introducció Misera patria oppressa (Cor, Iroldo, Berengario, Adelaide, Adelberto)
- 2 Cor, scena i cavatina Salve, Italia, un dì regnante - Soffri la tua sventura (Ottone)
- 3 Duet Vive Adelaide in pianto (Ottone, Adelberto)
- 4 Coretto Viva Ottone (Cor, Iroldo)
- 5 Cavatina Se protegge amica sorte (Berengario)
- 6 Ària Vorrei distruggere (Eurice)
- 7 Cor, scena i cavatina O ritiro che soggiorno - Occhi miei, piangeste assai (Adelaide)
- 8 Duet Mi dai corona e vita (Adelaide, Ottone)
- 9 Final primer Schiudi le porte al tempio (Cor, Adelberto, Berengario, Ottone, Adelaide, Ernesto)

Acte II
- 10 Introducció Come l'aquila che piomba (Cor)
- 11 Duet Della tua patria ai voti (Adelberto Adelaide)
- 12 Ària Sì, sì, mi svena (Eurice)
- 13 Cor, scena i ària Berengario è nel periglio - Grida, o natura, e desta (Adelberto)
- 14 Quartet Adelaide! Oh ciel (Ottone, Berengario, Adelberto, Adelaide)
- 15 Scena i ària Ah, vanne, addio - Cingi la benda candida (Adelaide)
- 16 Cor, scena i ària Serti intrecciar le vergini - Vieni, tuo sposo e amante (Cor, Ottone)[13]

## Enregistraments
| Any  | Elenc (Ottone, Adelaide, Berengario, Adalberto)                  | Director, Opera House and Orchestra | Segell                                  |
| ---- | ---------------------------------------------------------------- | --- | --------------------------------------- |
| 1984 | Martine Dupuy, Mariella Devia, Armando Caforio, Aldo Bertolo     | Alberto Zedda, Martina Franca Festival Orchestra and New Cambridge Chorus (Enregistrament d'una actuació al Festival della Valle d'Itria a Martina Franca, sud d'Itàlia, 4 d'agost) | Àudio CD: Fonit Cetra Cat: 3984 27591   |
| 2005 | Jennifer Larmore, Marjella Cullagh, Mirco Palazzi, Bruce Ford    | Giuliano Carella, Scottish Chamber Orchestra and Chorus (Enregistrament d'una actuació a l'Usher Hall, Edinburgh, 19 d'agost)                                                       | Àudio CD: Opera Rara Cat: ORC 32        |
| 2011 | Daniela Barcellona, Jessica Pratt, Bogdan Mihai, Nicola Uliviero | Dmitri Jurowski, Orchestra and Chorus of Teatro Comunale di Bologna. (Enregistrament d'una actuació al Rossini Opera Festival de Pesaro)                                            | Blu-ray DVD: Arthuas Musik, Cat: 108060 |